# NERVE/ナーヴ 世界で一番危険なゲーム
『NERVE/ナーヴ 世界で一番危険なゲーム』（ナーヴ せかいでいちばんきけんなゲーム、原題：Nerve）は、2016年制作のアメリカ合衆国のスリラー映画。
人気オンラインゲームに参加したことから、様々な危機に巻き込まれてしまう若者たちの運命を描く。『パラノーマル・アクティビティ3』『パラノーマル・アクティビティ4』のヘンリー・ジュースト＆アリエル・シュルマン監督、エマ・ロバーツ、デイヴ・フランコらが出演。

## あらすじ
引っ込み思案な性格の女子高生ヴィーはある日、“NERVE/ナーヴ”という参加型オンラインゲームの存在を知る。それは多くの視聴者が見守る中、挑戦者となって与えられた課題をクリアすると賞金をゲットできるというものであった。
ひょんなことからそのゲームに参戦したヴィーは、“ダイナーで知らない男性に5秒間キスする”という課題をクリアし、賞金100ドルを手にする。すると、キスした相手イアンも挑戦者だっただったことが判明。ヴィーはこれをきっかけにイアンとコンビを組み、次々と指令をクリアして多額の賞金を獲得し、瞬く間に人気プレイヤーとして注目を集めるようになっていく。
だがやがて、ゲームの内容は次第に危険なものへと変わっていく。さらにヴィーは、イアンが実はゲームのリピーターだと知り、次第に彼への不信感を募らせていく。

## キャスト
※括弧内は日本語吹替。
- ヴィー・デルモニコ：エマ・ロバーツ（小清水亜美[4]）
- イアン：デイヴ・フランコ（森久保祥太郎[4]）
- シドニー：エミリー・ミード（日野未歩[4]）
- ナンシー・デルモニコ：ジュリエット・ルイス（込山順子[4]）
- トミー：マイルズ・ハイザー（須藤翔[4]）
- タイ：コールソン・ベイカー（荒井勇樹）
- リヴ：キミコ・グレン（ミルノ純）
- ウェス：マーク・ジョン・ジェフリーズ（小林達也）
- H・K：サミラ・ワイリー（種市桃子）
- J・P・ゲレロ：ブライアン・マーク（増元拓也）
- チャック：エド・スクワイアズ（鴨田陽介）
- ロビー：ディーマ・エイトキン（波多野和俊）
- ナーヴの声：谷内健